# Paa medogensis
Paa medogensis é uma espécie de anfíbio da família Ranidae.
Pode ser encontrada nos seguintes países: China e possivelmente em Índia.
Os seus habitats naturais são: florestas temperadas, rios e marismas de água doce.